# Václav Neumann
Pour les articles homonymes, voir Neumann.

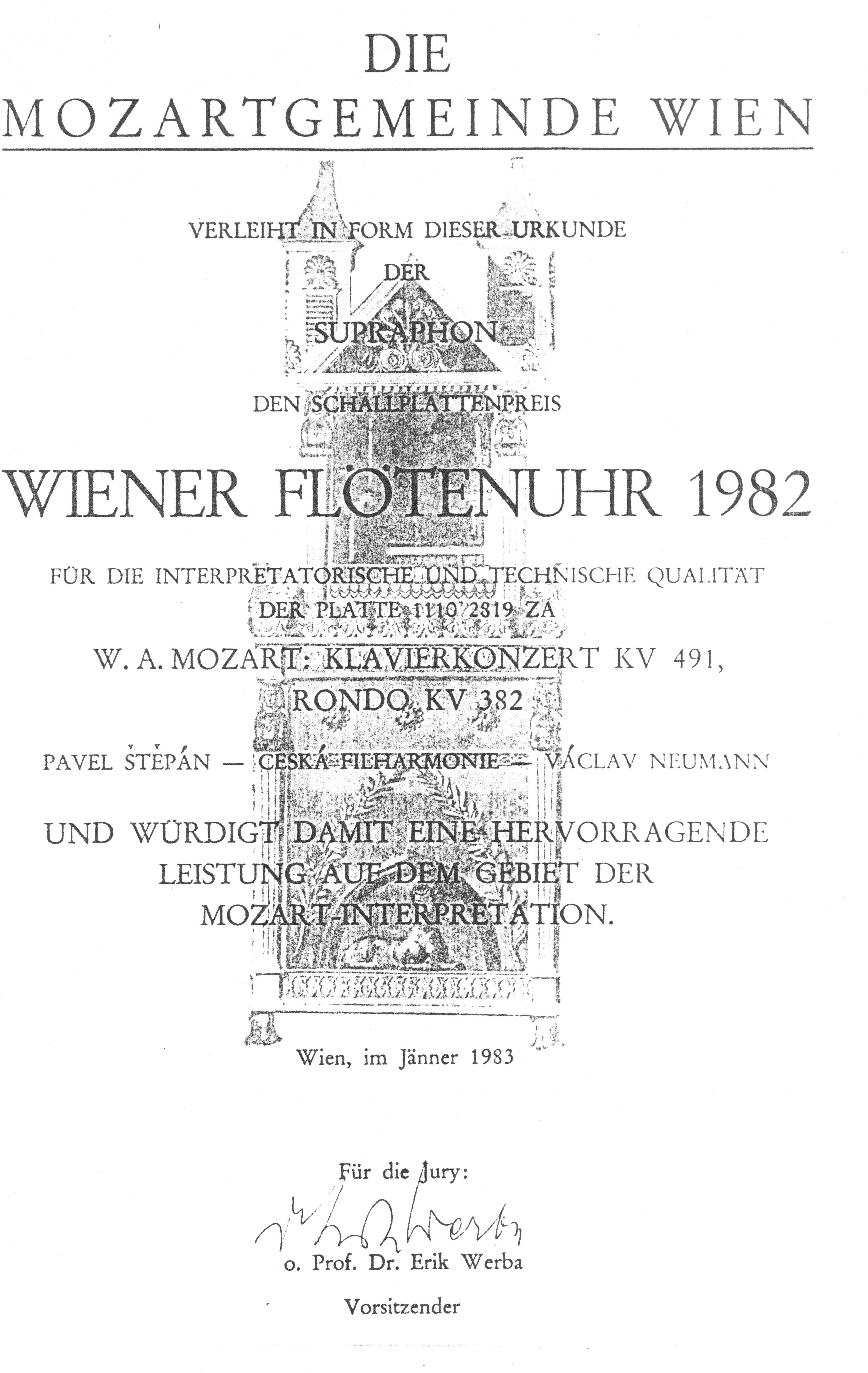
Wiener Flötenuhr 1982

Václav Neumann, né le 29 septembre 1920 à Prague et mort le 2 septembre 1995 à Vienne, est un chef d'orchestre, violoniste et altiste tchèque.

## Biographie
Il étudie au Conservatoire de Prague avec Josef Micka (violon), Pavel Dědeček et Metod Doležil (direction d'orchestre). En 1943, il est l'un des cofondateurs du Quatuor Smetana,d'abord en tant que premier violon puis en tant qu'altiste, avant de quitter le quatuor en 1947. À partir de cette date, il s'oriente vers la direction d'orchestre. À la suite du départ de Rafael Kubelík de l'Orchestre Philharmonique Tchèque, il est nommé chef principal en intérim avec Karel Šejna, jusqu'à la nomination de Karel Ančerl en 1950.
Durant les années 1950-60, il est l'invité régulier de l'Orchestre symphonique de Karlovy Vary, de l'Orchestre philharmonique de Brno et de l'Orchestre symphonique de Prague, il fut étroitement lié à la Komische Oper de Berlin de 1956 à 1962. Il est nommé à la tête de l'Orchestre du Gewandhaus de Leipzig de 1964 à 1968, puis Generalmusikdirektor de l'Opéra de Stuttgart de 1970 à 1972.
Lorsqu'en août 1968, les troupes du Pacte de Varsovie envahissent la Tchécoslovaquie, Neumann démissionne de son poste à Leipzig, revient à Prague et succède à Karel Ančerl au pupitre de l'Orchestre philharmonique tchèque jusqu'en 1990. Par la suite, il est nommé chef honoraire de cet orchestre.
Préoccupé par l'avenir politico-culturel de son pays, il dirigea notamment la Neuvième Symphonie de Beethoven à l'occasion de la Révolution de Velours de 1989. Invité particulièrement dans les pays germaniques, il a fait quelques apparitions à l'Opéra de Vienne (Rusalka notamment) et a dirigé de nombreuses tournées et enregistrements, obtenant de nombreux prix du disque.
Václav Neumann a reçu notamment la Médaille d'or de la Société Internationale Gustav Mahler en 1982 ainsi que le Prix national de la République démocratique allemande (Nationalpreis der DDR, ex-RDA)

## Répertoire
Neumann est particulièrement renommé en ce qui concerne la musique tchèque, avec des intégrales des symphonies de Antonín Dvořák ou Bohuslav Martinů réalisées avec la philharmonie tchèque. Il a également défendu le répertoire tchèque du XXe siècle, notamment Miloslav Kabeláč, Vladimir Sommer.
Sans pour autant négliger les compositeurs classiques, il a notamment défendu avec ardeur la musique de Ludwig van Beethoven, ainsi que Gustav Mahler dont il fut, avec Kubelík, l'un des interprètes représentatifs d'Europe Centrale. Outre son intégrale gravée avec l'Orchestre philharmonique tchèque entre 1976 et 1982 pour Supraphon, il a gravé en studio les cinquième, sixième, septième et neuvième avec l'Orchestre du Gewandhaus de Leipzig, puis entre 1992 et 1995 les symphonies 1 à 6 et 9 pour la firme japonaise Canyon, et une version de Das Lied von der Erde captée en 1983 par la Radio tchécoslovaque, avec Christa Ludwig, Thomas Moser et l'Orchestre philharmonique tchèque.
La firme Supraphon a également édité de nombreux enregistrements réalisés au début de sa carrière, essentiellement avec l'Orchestre symphonique de Prague et l'Orchestre philharmonique de Brno dans les années 1950-60. Neumann y dirige Tchaikovsky, Grieg, et des compositeurs inhabituels, tels Albert Roussel et Olivier Messiaen.

## Honneur
L'astéroïde (21804) Václavneumann est nommé en son honneur.